# 岩橋星実
岩橋 星実（いわはし せいま、1989年3月11日 - ）は、日本の作曲家、編曲家。Elements Garden所属。

## 提供作品

### アーティスト
- 蒼井翔太
  - 秘密のクチヅケ（編曲）
  - HEAVEN!（作曲・編曲）
- 石原夏織
  - Untitled Puzzle（編曲）
  - Ray Rule（編曲）
  - Singularity Point（編曲）
  - TEMPEST（編曲） / TVアニメ『魔王様、リトライ!』OP
- 上坂すみれ
  - 閻魔大王に訊いてごらん（作曲・編曲） / OAD『鬼灯の冷徹』ED
  - 罪と罰 -Sweet Inferno-（作曲・編曲）
- AG7
  - Endless NOVA（作曲・編曲） / TVアニメ『最強銀河 究極ゼロ 〜バトルスピリッツ〜』ED
- 小倉唯
  - Destiny（編曲） / TVアニメ『Z/X Code reunion』OP
- かと*ふく
  - 瞑想Solitude（共編曲）
  - サディスティックラブ（作曲・編曲）
- Kicco
  - Always ～はじまりの風～（作曲・編曲） / ゲーム『蒼の彼方のフォーリズム』イメージソング
- KOTOKO
  - INFINITE SKY（編曲） / ゲーム『蒼の彼方のフォーリズム』挿入歌
- 小林正典
  - 今夜ボクがキミの救世主っ!（作曲・編曲） / ゲーム『pop'n music ラピストリア』収録曲
- 櫻川めぐ
  - Love may fly!（作曲・編曲） / ゲーム『love clear -ラブクリア-』OP
- 佐々木未来
  - Sakura Fanfare（作曲・編曲） / ゲーム『フルキス』OP
  - One Kiss One Love（作曲・編曲） / ゲーム『リプキス』OP
  - 唇＊シンメトリー（作曲・編曲） / ゲーム『メルキス』OP
- 鈴湯
  - Four Rhythm For Dream（作曲） / ゲーム『蒼の彼方のフォーリズム』イメージソング
- Ceui
  - Twilight Rhythm-夕焼けと音楽室-（作曲） / ゲーム『蒼の彼方のフォーリズム』イメージソング
- 田所あずさ
  - Hello My Revolution（編曲）
  - Beautiful Wind（作曲・編曲）
- 茅原実里
  - Little Wing（編曲）
- 南里侑香
  - 閃光のPRISONER（編曲） / TVアニメ『魔法戦争』OP
- 西田望見
  - 想像守護神キメキトイア（編曲）
- 新田恵海
  - My Love Story（作曲・編曲） / ゲーム『HHG 女神の終焉』ED
  - My Sphere（作曲・編曲） / ゲーム『キスアト』OP
  - True Distance（作曲・編曲） / ゲーム『ハルキス』OP
  - 探求Dreaming（編曲） / TVアニメ『探偵歌劇 ミルキィホームズ TD』OP
  - WONDER! SHUTTER LOVE（作曲・編曲）
  - 暁（2017 rearrange ver.）（編曲）
- 保志総一朗
  - Brave Heart 〜輝きの彼方へ〜（編曲） / ゲーム『ブレードアークス from シャイニング』主題歌
- 真理絵
  - SHINE RING（作曲・編曲） / ゲーム『中の人などいない! トーキョー・ヒーロー・プロジェクト』OP
  - Rebirth∞Impact（作曲・編曲） / ゲーム『中の人などいない! トーキョー・ヒーロー・プロジェクト』挿入歌
- 水樹奈々×T.M.Revolution
  - 革命デュアリズム（編曲） / TVアニメ『革命機ヴァルヴレイヴ』OP
- MICHI
  - Cry for the Truth（編曲） / TVアニメ『六花の勇者』OP
  - Checkmate!?（編曲） / TVアニメ『だがしかし』OP
  - ∞Infinity（作曲・編曲）
  - リアリ・スティック（編曲） / TVアニメ『クロムクロ』ED
  - 真夏のオーケストラ（作曲・編曲）
  - 夏の終わりのクレッシェンド（作曲・編曲）
  - I4U（編曲） / TVアニメ『つぐもも』ED
- riya
  - From now on-勇気の向こうに-（共作曲） / ゲーム『蒼の彼方のフォーリズム』イメージソング

### アニメ・ゲーム
- 蒼の彼方のフォーリズム
  - Delicious Days!（作曲・編曲）
  - ..., Fine later!!（作曲・編曲）
- アンジュ・ヴィエルジュ
  - ユナイトライト（編曲）
  - Link with U（作曲・編曲）
  - Every-buddy goes!（作曲・編曲）
- 異能バトルは日常系のなかで
  - Nobody knows, Oh yeah! -五帝-（編曲）
- ウィッチズガーデン
  - 舞い風乙女（共編曲）
- うたの☆プリンスさまっ♪
  - ポラリス（編曲）
  - DAY DREAM（編曲）
  - BE PROUD（編曲）
  - SUPER STAR（編曲）
- うたの☆プリンスさまっ♪ マジLOVE2000%
  - マジLOVE2000%（編曲）
- うたの☆プリンスさまっ♪All Star After Secret
  - キスはウインクで（作曲・編曲）
  - Not Bad（編曲）
- うたの☆プリンスさまっ♪ マジLOVEレボリューションズ
  - マジLOVEレボリューションズ（編曲）
  - EMOTIONAL LIFE（編曲）
  - Mellow×2 Chu（編曲）
  - すべてを歌にっ!（編曲）
  - ONLY ONE（編曲）
- うたの☆プリンスさまっ♪マジLOVEレジェンドスター
  - 甘美なるアルカディア（編曲）
  - Grown empathy（編曲）
  - I swear...（作曲・編曲）
  - WE ARE ST☆RISH!!（編曲）
- 劇場版 うたの☆プリンスさまっ♪ マジLOVEキングダム
  - マジLOVEキングダム（編曲）
- 鬼ごっこ! ファンディスク
  - 百花繚乱ファンタズム 葵ちゃんReMIX（編曲）
- 神々の悪戯
  - Bubble Shine（作曲・編曲）
  - ユグドラシル（作曲）
- 神々の悪戯 InFinite
  - 紳士同盟-who need you?-（共編曲）
  - Voices-ヒミツの愛言葉-（作曲・編曲）
- Caligula -カリギュラ-
  - idolatry -アイドラトリィ-（作曲・編曲）
- キミと僕の最後の戦場、あるいは世界が始まる聖戦
  - 氷の鳥籠（作曲・編曲）
- GHOST CONCERT
  - ももいろ ボナペティ（編曲）
  - マギワノ輪ノ中（編曲）
  - Dear my world, Dear my love（作曲・編曲）
- シノビナイトメア
  - サクラさくらんぼ（作曲・編曲）
  - KONKONスノウ（作曲・編曲）
- スーパーボンバーマン R
  - HERO（作曲・編曲）
- 星刻の竜騎士
  - MOST以上の"MOSTEST"（作曲・編曲）
- 戦姫絶唱シンフォギア
  - 魔弓・イチイバル（編曲）
- 戦姫絶唱シンフォギアG
  - Rainbow Flower（編曲）
  - Bye-Bye Lullaby（編曲）
- 戦姫絶唱シンフォギアGX
  - ジェノサイドソウ・ヘヴン（作曲・編曲）
  - SENSE OF DISTANCE（編曲）
  - 銀腕・アガートラーム（共編曲）
  - Just Loving X-Edge（共作編曲）
  - いつかの虹、花の想い出（作曲・編曲）
  - Just Loving X-Edge (IGNITED arrangement)（共作編曲）
- 戦姫絶唱シンフォギアAXZ
  - Stand up! Ready!!（編曲）
  - メロディアス・ムーンライト（編曲）
- 戦姫絶唱シンフォギアXV
  - Take this! "All loaded"（編曲）
  - あしたのあたし（編曲）
- 戦姫絶唱シンフォギアXD UNLIMITED
  - 裸になって...夏（編曲）
  - サンタが街にやってくる（編曲）
  - エンドレス☆サマータイム（編曲）
  - ダイスキスキスギ（作曲・編曲）
- 探偵歌劇 ミルキィホームズ TD
  - エッセンシャル！（作曲・編曲）
  - 未体験ワールド！（作曲・編曲）
- 劇場版 探偵オペラ ミルキィホームズ 〜逆襲のミルキィホームズ〜
  - 激情！ミルキィ大作戦（作曲・編曲）
  - 鼓動の彼方（作曲・編曲）
- トイズドライブ
  - オーバードライブ!（作曲・編曲）
- BanG Dream!
  - 夏のドーン！（作曲・編曲）
  - クリスマスのうた（編曲）
  - CiRCLiNG（作曲・編曲）
  - Jumpin'（編曲）
  - アニバーサリー（作曲・編曲）
  - Step×Step！（作曲・編曲）
  - Photograph（作曲・編曲）
  - す、好きなんかじゃない!（作曲・編曲）
  - That Is How I Roll!（作曲・編曲）
  - True color（作曲・編曲）
  - Scarlet Sky（作曲・編曲）
  - ツナグ、ソラモヨウ（作曲・編曲）
  - ON YOUR MARK（作曲）
  - ランブリングメモリー（作曲・編曲）
  - RED RED RED（作曲・編曲）
  - Wonderful Sweet!（作曲・編曲）
  - Don't be afraid!（作曲・編曲）
  - Glee! Glee! Glee!（作曲・編曲）
  - Daydream café（編曲）
  - 奏（かなで）（編曲）
  - 革命デュアリズム（編曲）
  - 雨上がりのミライ (Glitter*Green ver.)（編曲）
- 六花の勇者
  - True Heaven（作曲・編曲）

### 舞台
- 天下無敵の忍び道
  - 月影のしあわせ姿（編曲）
  - 火花絢爛～咲キ乱レ～（編曲）

## BGM担当作品

### アニメ
- 魔法少女リリカルなのは The MOVIE 2nd A's（2012年） - サウンドトラックボーナストラック編曲
- 蒼の彼方のフォーリズム（2016年） - 藤田淳平、Evan Callとの共作
- 劇場版 探偵オペラ ミルキィホームズ 〜逆襲のミルキィホームズ〜（2016年） - Evan Callとの共作
- キミと僕の最後の戦場、あるいは世界が始まる聖戦（2020年） - 都丸椋太、藤永龍太郎との共作
- パワフルプロ野球 パワフル高校編（2021年）
- 失格紋の最強賢者（2022年） - 藤田淳平、都丸椋太との共作
- テクノロイド オーバーマインド（2023年） - 菊田大介、竹田祐介との共作
- ゴリラの神から加護された令嬢は王立騎士団で可愛がられる （2025年[1]）

### ゲーム
- グリザイアの迷宮（2012年） - 複数の作曲家との共作
- 特殊報道部（2012年） - 藤田淳平との共作
- グリザイアの楽園（2013年） - ピクセルビー、藤間仁、松本文紀との共作
- 実況パワフルプロ野球2014（2014年） - 共作
- 蒼の彼方のフォーリズム（2014年） - 共作
- 機関幕末異聞 ラストキャバリエ（2015年） - 藤永龍太郎、末益涼太との共作
- 実況パワフルプロ野球2016（2016年） - 複数の作曲家との共作
- スーパーボンバーマン R（2017年） - 菊田大介との共作
- 実況パワフルプロ野球2018（2018年） - 複数の作曲家との共作
- eBASEBALLパワフルプロ野球2020（2020年） - 複数の作曲家との共作
- スーパーボンバーマン R オンライン（2021年） - 笠井雄太、竹田祐介との共作
- eBASEBALLパワフルプロ野球2022（2022年） - 共作
- 蒼の彼方のフォーリズム EXTRA2（2022年） - 藤永龍太郎との共作